# Steeve Gustan
Steeve Stephane Gustan (26 gennaio 1985) è un calciatore francese, centrocampista del Golden Lion.

## Caratteristiche tecniche
È un'ala sinistra.

## Carriera

### Club
Comincia a giocare in Francia, al Bordeaux 2. Nel 2006 si trasferisce in Martinica, al Club Franciscain, con cui vince, in cinque stagioni, due campionati e due Coupe de la Martinique. Nel 2011 passa al Bélimois, squadra martinicana militante in seconda serie. Nel 2012 torna al Club Franciscain, con cui vince il campionato. Nel 2013 viene acquistato dal Golden Lion.

### Nazionale
Debutta in Nazionale l'8 novembre 2006, in Martinica-Suriname (1-0). Mette a segno le sue prime due reti con la maglia della Nazionale il 26 agosto 2010, nell'amichevole Santa Lucia-Martinica (1-3), in cui mette a segno il gol del momentaneo 0-1 e quello del definitivo 1-3.

## Palmarès

### Club

#### Competizioni nazionali
- Championnat de Division d'Honneur: 5

Club Franciscain: 2006-2007, 2008-2009, 2012-2013
Golden Lion: 2014-2015, 2015-2016
- Coupe de la Martinique: 2

Club Franciscain: 2007, 2008